# Alcocero de Mola
Alcocero de Mola est une commune d'Espagne dans la communauté autonome de Castille-et-León, province de Burgos. Elle s'étend sur 8,33 km2 et comptait environ 37 habitants en 2011.
Jusqu'en 1938, le village est appelé seulement Alcocero. Les autorités franquistes le renomment en l'honneur du général Emilio Mola, mort dans un accident d'avion près d'Alcocero le 3 juin 1937.

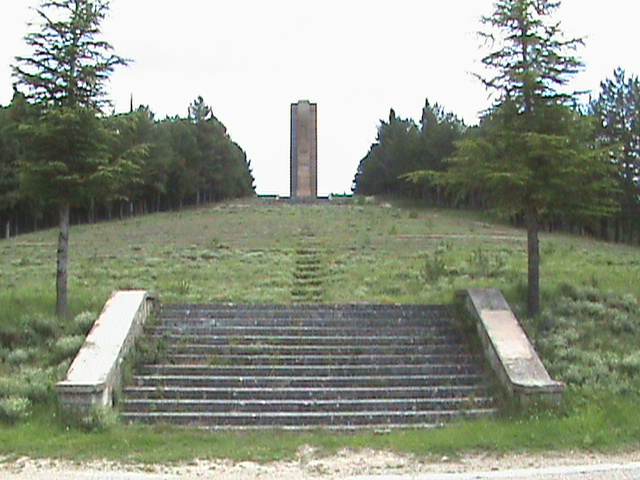
Monument en l'honneur du général Emilio Mola en 2008.